# Anton Praetorius

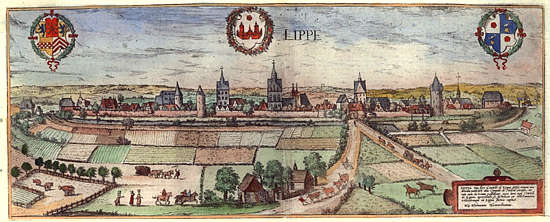
Lippstadt.

Anton Praetorius, född 1560 i Lippstadt, Tyskland, död 6 december 1613 i Laudenbach an der Bergstraße, var en tysk präst, reformert teolog, författare och motståndare till häxjakt och tortyr. 

## Liv och verksamhet
1586 födde Praetorius hustru Maria i Kamen sonen Johannes. Anton Praetorius blev den första reformerta prästen i byn Dittelsheim; där författade han också på latin den äldsta beskrivningen av "Det första Stora Fatet" på Heidelbergs slott. 1596 blev Praetorius furstlig hovpredikant i Birstein (nära Frankfurt am Main) och 1597 utnämndes han av fursten till ledamot av den laggilla häxdomstolen. Han protesterade mot tortyren och lyckades med att avsluta en process där kvinnan frikändes. 
Praetorius miste sitt ämbete som hovpredikant och 1598 blev han präst i Laudenbach (Bergstraße). Under sin sons pseudonym Johannes Scultetus publicerade han 1598 boken Gründlicher Bericht von Zauberey vnd Zauberern (Grundlig redogörelse om trolleri och häxmästare) som vände sig mot häxjakt och tortyr. I den andra upplagan 1602 av Grundlig redogörelse ... framträdde han som författare under sitt eget namn. 1613 publicerades den tredje upplagan tillsammans med ett personligt förord. En fjärde upplaga utkom 1629, med okänd utgivare.

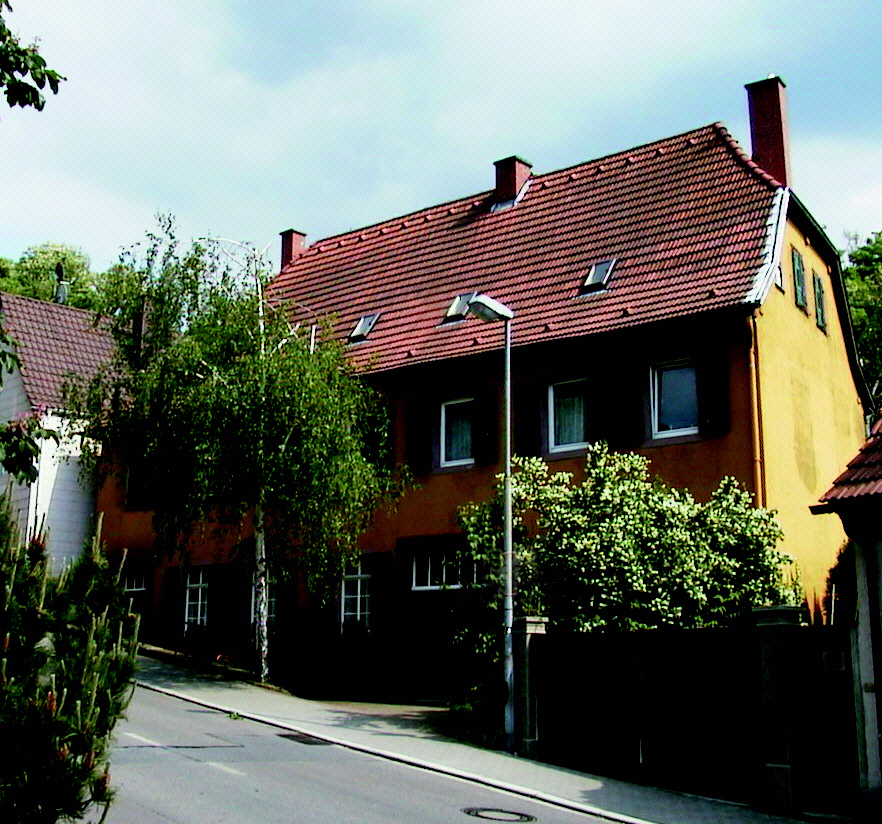
Laudenbach Pastorat.

## Verk av Praetorius
- Vas Heidelbergense, om det Stora Fatet i Heidelberg, Heidelberg (oktober 1595)
- Gründlicher Bericht von Zauberey und Zauberern. Durch Joannem Scultetum Westphalo-camensem (Grundig Redogörelse om trolleri och häxmästare) (1598); (Johannes Scultetus är pseudonym för Anton Praetorius)
- Gründlicher Bericht von Zauberey und Zauberern: kurtz und ordentlich erkläret durch Antonium Praetorium, andra upplagan (1602)
- Ytterligare upplagor 1613 och 1629
- De Sacrosanctis Sacramentis novi foederis Jesu Christi (Läran om sakrament) (1602)